# 施倫山脈

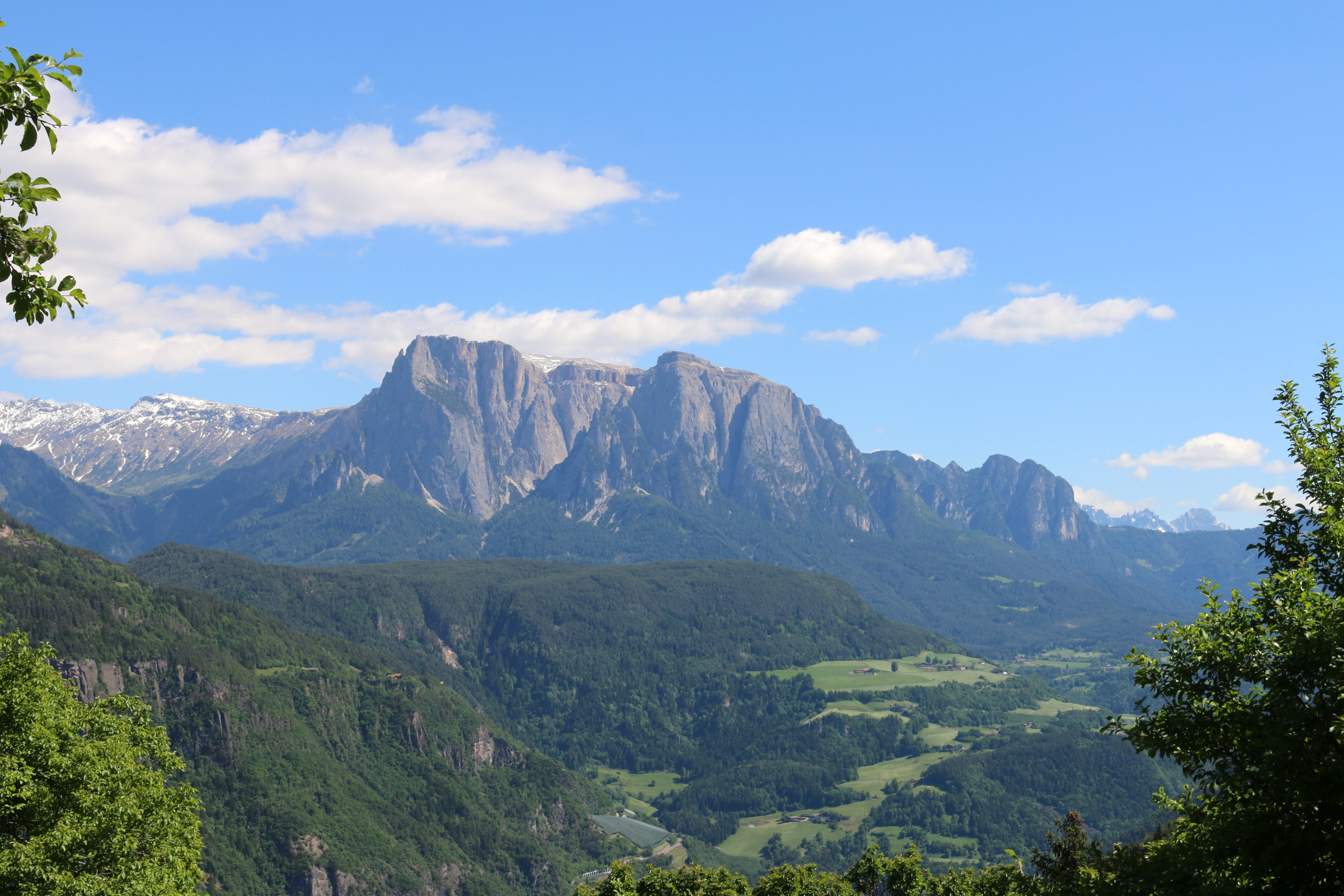

46°29′53″N 11°36′58″E / 46.498126°N 11.616197°E
施倫山脈（義大利語：Massiccio dello Sciliar），是意大利的山脈，位於該國東北部，處於博爾扎諾-南蒂羅爾自治省和特倫托自治省接壤的邊界，屬於多洛米蒂山的一部分，最高點羅特爾德峰海拔高度2,655米。